# Bodycote
Bodycote plc er en britisk udbyder af varmebehandlings, metaljoining, varmt isostatisk pres og overfladebehandling -ingeniørservices. De har hovedkvarter i Macclesfield, Cheshire og selskabet er børsnoteret på London Stock Exchange. I 2022 havde de 5.000 ansatte og en omsætning på 744 mio. britiske pund.
Arthur Bodycote etablerede virksomheden i Hinckley i 1923, som en mindre tekstilvirksomhed under navnet G.R. Bodycote Ltd.
Selskabet er opdelt i to divisioner:
- Aerospace, Defence & Energy (ADE) indenfor luftfart, forsvar, elektricitet og olie og gas industrier.
- Automotive & General Industrial (AGI) indenfor bilindustri, byggeri, maskinproduktion, medicin og transport industrier.